# Władysław Stępkowski
Władysław Stępkowski (ur. 18 listopada 1893 w Rudańcach, zm. ?) – kapitan administracji Wojska Polskiego, działacz niepodległościowy.

## Życiorys
Urodził się 18 listopada 1893 w Rudańcach, w ówczesnym powiecie lwowskim Królestwa Galicji i Lodomerii, w rodzinie Stanisława.
Do Wojska Polskiego został przyjęty z byłej armii austro-węgierskiej. 28 października 1920 został odnotowany w szwadronie szkolnym 9 pułku strzelców granicznych na stanowisku dowódcy kadry. Od 1921 służył w 83 pułku piechoty w Kobryniu. 3 maja 1922 został zweryfikowany w stopniu porucznika ze starszeństwem od 1 czerwca 1919 i 704. lokatą w korpusie oficerów piechoty. 1 grudnia 1924 prezydent RP nadał mu stopień kapitana z dniem 15 sierpnia 1924 i 262. lokatą w korpusie oficerów piechoty. Po 1924 został przeniesiony do 2 pułku strzelców podhalańskich w Sanoku.
W marcu 1932 został przydzielony do Powiatowej Komendy Uzupełnień Tarnowskie Góry w celu odbycia praktyki poborowej. Później, w tym samym stopniu i starszeństwie, został przeniesiony do korpusu oficerów administracji, grupa administracyjna. W marcu 1939 pełnił służbę w Komendzie Rejonu Uzupełnień Tarnowskie Góry na stanowisku kierownika II referatu uzupełnień.

## Ordery i odznaczenia
- Krzyż Walecznych dwukrotnie[21][23][24][25]
- Medal Niepodległości – 2 sierpnia 1931 „za pracę w dziele odzyskania niepodległości”[26][3][27]
- Srebrny Krzyż Zasługi – 1938 „za zasługi w służbie wojskowej”[20][21][4]
- Medal Zwycięstwa[17]